# KStV Walhalla Würzburg

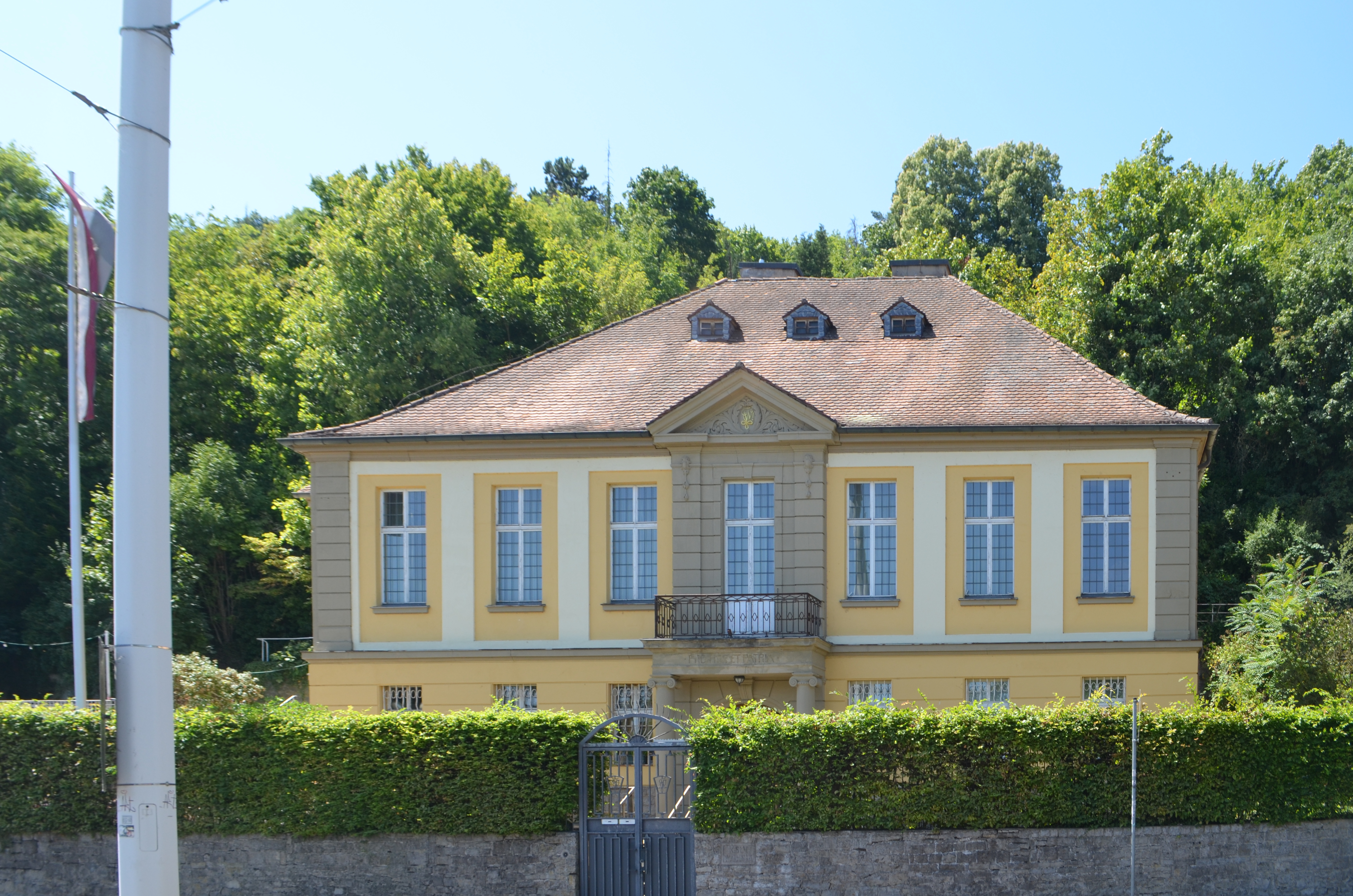
Walhallahaus

Der Katholische Studentenverein Walhalla ist die älteste der Würzburger katholischen Studentenkorporationen und nach Askania-Berlin, Burgundia Berlin-Stuttgart, KStV Unitas-Breslau Köln, KStV Arminia Bonn und KStV Germania Münster die sechstälteste im Kartellverband katholischer deutscher Studentenvereine (KV). Er gilt als fünfter Gründungsverein. Er vereint Studenten und Alumni der Julius-Maximilians-Universität Würzburg und der Technischen Hochschule Würzburg-Schweinfurt.

## Geschichte

### Vorläufer
Die Versuche, in Würzburg eine katholische Studentenkorporation zu gründen, reichen bis in die zweite Hälfte der 1850er Jahre zurück. Im Jahre 1859 wurde in Würzburg ein katholischer Studentenverein „Albertia“ gegründet. Als er jedoch dazu überging, Farben zu tragen (rot-weiß-schwarz), schieden einige Mitglieder aus, der Verein ging rasch ein.
Es konstituierte sich 1862 ein rein theologisch-philosophischer Leseverein, der später auch „ehrenhafte katholische Studenten“ anderer Fakultäten aufnahm. Aber auch diese zweite „Albertia“ scheiterte.

### Die Anfangsjahre
Bereits im Wintersemester 1863/64 unternahmen katholische Studenten einen dritten Versuch, einen katholischen Studentenverein in Würzburg zu etablieren, und gründeten den „Theologenbund“.
Im Herbst 1864 tagte in Würzburg die „Generalversammlung der katholischen Vereine Deutschlands“ (Katholiken-Versammlung). Diese empfahl die Gründung katholischer Studentenkorporationen, wie sie an anderen Universitäten schon bestanden. Daraufhin beschloss der „Theologenbund“, sich auf eine breitere Grundlage zu stellen. Am 14. November 1864 konstituierte er sich als „katholische Studentenverbindung“ neu, vereinigte sich mit einer Studentengesellschaft, der auch Nichttheologen angehörten, und nannte sich „Liga“ mit den Farben rot-weiß-blau. Um jedoch eine Verwechslung mit den gleichen Farben des Würzburger Corps „Rhenania“ zu vermeiden, wählte man schließlich rot-weiß-schwarz. Der Wahlspruch lautete: „Pro fide et patria!“.
Das erste Stiftungsfest der „Liga“, der ein Teil der Philister des Theologenbundes beitrat, wurde am 17. November 1864 im „Hutten’schen Garten“ gefeiert. Die Bestätigung der Statuten, in denen als Zweck des Vereins „Geselligkeit, Wissenschaft, Katholizität“ angegeben war, erfolgte durch die akademischen Behörden ohne jede Schwierigkeit. Statt des viel angefeindeten Namens „Liga“ (er erinnerte wohl zu sehr an die während des Dreißigjährigen Krieges bestehende „Katholische Liga“) wählte der Verein am 7. Januar 1865 den Namen „Walhalla“.
Die Generalversammlung der katholischen Vereine in Trier 1865 brachte bereits die Trennung der katholischen Studentenkorporationen in farbentragende und nicht-farbentragende und damit die Trennung in CV (Cartellverband der katholischen deutschen Studentenverbindungen) und KV. „Walhalla“ trat dem „Kartellverband katholischer deutscher Studentenvereine“ (KV) bei.
In den ersten Jahren ihres Bestehens hatte „Walhalla“ wie viele andere katholische, nichtschlagende Korporationen unter mancherlei Anfeindungen zu leiden. Es gelang ihr aber, sich unter den Würzburger Studentenkorporationen und im KV zu behaupten. Aus ihren Reihen gingen prominente Persönlichkeiten der Wissenschaft und des öffentlichen Lebens (so die Staatsminister Krausneck, Kraus, Ankermüller, Seidel und Franken und der Theologieprofessor Herman Schell) hervor.

### Eigenes Korporationshaus
Im Jahr 1904 beschloss die Generalversammlung der „Walhalla“ den Bau eines speziell für die Bedürfnisse der Verbindung konzipierten eigenen Korporationshauses und erwarb hierzu ein Grundstück am linken Mainufer unterhalb des Käppele. Das hier von 1906 bis 1907 nach Plänen von Paul Schultze-Naumburg errichtete Gebäude wurde am 22. Juli 1907 vom  Philisterium der Aktivitas zur Benützung übergeben. In den Jahren vor dem Ersten Weltkrieg verzeichnete Walhalla mit bis zu 80 Neumitgliedern pro Jahr ein gegenüber anderen Studentenvereinen vergleichsweise großes Wachstum. Dies nicht zuletzt auch deshalb, weil in Walhalla das „norddeutsche“, genauer gesagt das rheinisch-westfälische Element überwog. Für katholische Studierende aus den preußischen Provinzen, aus dem Rheinland und aus Westfalen war Walhalla in jenen Jahren, in denen der größte Teil der Studierenden in Korporationen aktiv war, die Anlaufstelle Nummer 1 in Würzburg. Um den Zusammenhalt der aus Norddeutschland stammenden Walhallanen auch nach Ende des Studiums zu fördern, wurde seit 1921 eine alljährliche Versammlung, der „Nordwestdeutsche Walhallanentag“, veranstaltet. Dieser Trend setzte sich bis zum Zweiten Weltkrieg fort und wurde vor einigen Jahren wieder reaktiviert.
Besonders in den Jahren 1925–1933 galt Walhalla als so genannte Sportkorporation, die sich damals bei den Hochschulmeisterschaften der Universität Würzburg eine Reihe von Wanderpreisen erringen konnte (so im Mannschafts-Mehrkampf in verschiedenen Staffeln, im Hand- und Faustball). Dies war Anlass, 1926 das Nachbargrundstück zu erwerben, um es zu einem Sportplatz auszubauen. Dessen Hauptteil bildete der Tennisplatz, für den 1930 ein eigenes Umkleidehaus errichtet wurde.

### Nationalsozialismus
Am 27. Februar 1934 wurde die Verschmelzung der seit 1924 in Würzburg befindlichen Merovingia-Rheinland mit Walhalla beschlossen, die bis zum 15. Februar 1955 Bestand hatte. Bereits seit 1924 hatte die Walhalla die jüngere Korporation unterstützt. Angesichts der maßgeblich durch den Nationalsozialistischen Deutschen Studentenbund betriebenen Repressalien gegenüber den katholischen Korporationen, erfolgte die Verschmelzung auch, um insgesamt stärker nach außen zu wirken. Die Merovingia-Rheinland hob diese Verschmelzung mit ihrer Wiederbegründung 1955 in Köln wieder auf.
Am 20. Juni 1938 wurde der Verein durch Erlass des Reichsführers SS und Chefs der Deutschen Polizei Heinrich Himmler im Reichsministerium des Innern zur staatsfeindlichen Organisation erklärt und deshalb auf Grund der Verordnung des Reichspräsidenten zur Bekämpfung politischer Ausschreitungen vom 28. Februar 1933 aufgelöst und verboten und das gesamte Vermögen eingezogen.
Das enteignete Verbindungshaus diente zunächst der Kameradschaft "Riemenschneider" des NSDStB als Kameradschaftshaus. Im Krieg wurden dort längere Zeit Dienststellen der Stadt untergebracht. Eigentümer wurde der Reichszweckverband Studentenhaus e. V., der es an den NS-Altherrenbund der Deutschen Studenten übertrug.

### Nachkriegszeit
Nach dem Zusammenbruch wurde der Hausbauverein am 22. Oktober 1945 zunächst inoffiziell wiedergegründet. Mehr war damals nicht möglich, da in der Amerikanischen Zone die Besatzungsbehörden der Wiedergründung von Studentenverbindungen anfänglich feindlich gegenüberstanden. Nach der allmählichen Sammlung der Walhallanen musste erst das Haus zurückgewonnen werden, welches den Bombenangriff auf Würzburg am 16. März 1945, bei dem die gesamte Innenstadt innerhalb des „Glacis“ restlos zerstört worden war, verhältnismäßig unbeschädigt überstanden hatte.
Der Hausbauverein wurde am 4. Juni 1948 neu lizenziert, und es gelang, am 11. August 1948 die Rückübertragung des Walhalla-Hauses als erstem Korporationshaus in Bayern zu erreichen. Allerdings dauerte es noch bis September 1950, bis die Rotkreuz-Klinik, die nach dem Luftangriff dort untergebracht worden war, das Haus wieder räumte. Der Tennisplatz wurde erst 1954 wieder zurückerstattet. Die Lizenzierung der Verbindung zog sich aufgrund der negativen Haltung der Universität Würzburg bis zum Wintersemester 1949/50 hin.
Nachdem anfangs ausschließlich Salonwichs zu hochoffiziellen Veranstaltungen getragen wurde, kam es in weiterer Folge zur Wiedereinführung der Vollwichs bei festlichen Anlässen. Während die Kriegsgeneration das Tragen einer uniformähnlichen Bekleidung ablehnte, waren die jüngeren Aktiven dafür leicht zu begeistern und fast hätte sich der Verein Walhalla sogar in eine vollfarbentragende Verbindung umgewandelt. Auch das Vereinshaus wurde starken Veränderungen unterzogen, es wurde modernisiert und im oberen Stockwerk ein Studentenwohnheim eingerichtet. Maßgeblich an der Reaktivierung der Korporation beteiligt waren die in Würzburg und Umgebung ansässigen Alten Herren, die ihre aus der eigenen Aktivenzeit bestehenden Erfahrungen an die jungen Studenten weitergaben und so für das Verbindungsleben auf dem Hause begeisterten.
Bis in die 1980er Jahre wuchs der Verein, nach einem Tief zwischen 1968 und 1975, wieder deutlich an. Das Tief erklärt sich aus der im Zuge der 68er-Revolten veränderten Haltung der Studenten gegenüber den als konservativ-reaktionär angesehenen Korporationen und dem damit verbundenen Rückgang der Neueintritte. Dies änderte sich jedoch Ende der 1970er Jahre, sodass 1985 Walhalla mit fast 60 Aktiven am Ort die größte studentische Korporation an der Universität Würzburg darstellte.

### Heute
Im Jahr 2014 feierte der KStV Walhalla sein 150-jähriges Bestehen mit einem großen Festkommers in der Kelterhalle der Festung Marienberg. Heute besteht der KStV Walhalla aus etwa 300 Mitgliedern.

## Bekannte Walhallanen
- Herman Schell, Theologieprofessor in Würzburg 1884–1906
- Albert Bitter, römisch-katholischer Bischof im protestantischen Schweden
- Wilhelm Krausneck, Staatsminister der Finanzen (Bayern) 1920–1927; mitbeteiligt am Konkordat zwischen dem Heiligen Stuhl und dem Freistaat Bayern
- Anton Scharnagl, Theologieprofessor und von 1919 bis 1933 Mitglied des Landtages (Bayern)[2]
- Hans Kraus, Staatsminister der Finanzen (Bayern) 1946–1950
- Hanns Seidel, Ministerpräsident von Bayern 1957–1960
- Willi Ankermüller, Staatsminister des Inneren (Bayern)
- Franz-Ludwig Knemeyer, Ordinarius für öffentliches Recht Uni Würzburg[3]
- Hubert Frohmüller, Professor der Medizin und Lehrstuhlinhaber für Urologie an der Uni Würzburg 1971–1997
- Heinrich Pompey, Theologe und Sozialethiker
- Heinz Lübbe, Professor der Universität Bangalore, Indien, Facharzt für Mund-, Kiefer- und Gesichtschirurgie
- Clemens Freiherr von Schorlemer-Lieser, deutscher Politiker 1856–1922
- Adolf Bauer (Politiker, 1945), Bürgermeister von Würzburg
- Friedhelm Hofmann, Bischof von Würzburg